# 中华人民共和国行政诉讼法
《中华人民共和国行政诉讼法》是中华人民共和国的一部关于规范行政诉讼活动和诉讼法律关系的法律。该法共十一章，七十五条。
根据2014年11月1日第十二届全国人民代表大会常务委员会第十一次会议的《关于修改〈中华人民共和国行政诉讼法〉的决定》，该法第一次修正。根据2017年6月27日第十二届全国人民代表大会常务委员会第二十八次会议《关于修改〈中华人民共和国民事诉讼法〉和〈中华人民共和国行政诉讼法〉的决定》，该法第二次修正。2022年12月27日，十三届全国人大常委会第三十八次会议对《中华人民共和国行政诉讼法（修正草案）》进行了审议，2023年1月28日前对草案前公开征求意见。
该法被认为是《中华人民共和国宪法》和中国特色社会主义法律体系的一项重要成就。